# Tosno
Tosno (russisch То́сно, finnisch Tusina) ist eine russische Stadt mit 32.074 Einwohnern (Stand 1. Januar 2024) in der Oblast Leningrad und ein südöstlicher Vorort von Sankt Petersburg. Es liegt am Fluss Tosna (einem linken Nebenfluss der Newa), etwa 50 km vom Petersburger Stadtkern entfernt. Die nächstgelegene Stadt ist das 17 km von Tosno entfernte Nikolskoje.

## Geschichte
Tosno wurde im Jahre 1500 erstmals erwähnt und gehörte damals zur Republik Nowgorod. Die Entstehung der eigentlichen Stadt begann jedoch 1714 unter Peter dem Großen im Zusammenhang mit der Gründung der neuen Hauptstadt des Zarenreichs, Sankt Petersburg. Er ließ hier eine Handwerkersiedlung mit Poststation anlegen. Da sich Tosno an der schon damals stark befahrenen Straße von Sankt Petersburg nach Moskau befand, stieg es im Laufe des 18. und 19. Jahrhunderts zu einem der größten Orte im Umkreis der Hauptstadt und einem Industriezentrum auf.
Beim Bau der Bahnstrecke Sankt Petersburg–Moskau, die ebenfalls durch Tosno führt, diente der Ort in den 1840er Jahren als Arbeitersiedlung für Tausende ehemaliger leibeigener Bauern, die dafür eingesetzt wurden.
1930 wurde Tosno zum Verwaltungszentrum des neu gegründeten gleichnamigen Rajons und hatte seinen wirtschaftlichen Schwerpunkt im Bereich der Forstwirtschaft bzw. Holzverarbeitung sowie Leichtindustrie. Im Zweiten Weltkrieg war Tosno von 1941 bis 1944, während der Leningrader Blockade, unter der Kontrolle der Wehrmacht und zum Zeitpunkt der Befreiung weitgehend zerstört.
1963 erhielt Tosno den Stadtstatus.

## Bevölkerungsentwicklung
| Jahr | Einwohner |
| ---- | --------- |
| 1939 | 10.170    |
| 1959 | 15.138    |
| 1970 | 19.564    |
| 1979 | 24.062    |
| 1989 | 32.459    |
| 2002 | 38.683    |
| 2010 | 39.101    |

Anmerkung: Volkszählungsdaten

## Wirtschaft und Verkehr

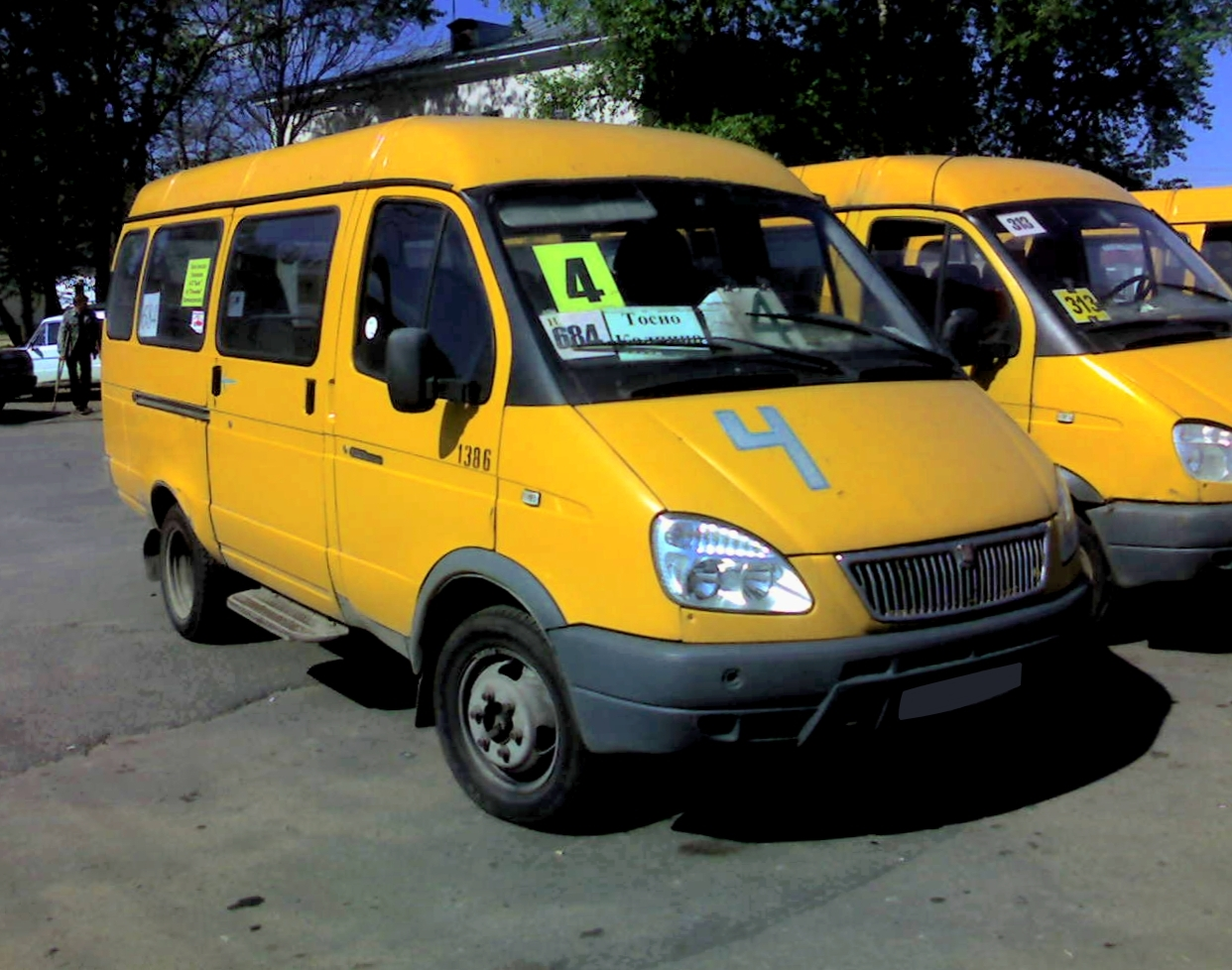
Linientaxis (sogenannte Marschrutki) in Tosno

Der deutsche Konzern Henkel betreibt in Tosno ein großes Werk zur Herstellung von Klebstoff und Waschmittel. Zweiter großer Arbeitgeber in Tosno ist eine Fabrik des US-amerikanischen Baumaschinenherstellers Caterpillar. Die Holz- und Textilindustrie haben hier nur noch geringe Bedeutung.
Tosno liegt direkt am wichtigsten Autoverkehrswege des europäischen Teils Russlands, der Fernstraße M10 Rossija und der Autobahn M11 Newa. Die beide Fernstraßen verbinden Moskau und Sankt Petersburg miteinander. Tosno verfügt weiterhin über einen Bahnhof an der Petersburg-Moskauer Schnellfahrstrecke.

## Kriegsgräberstätte Sologubowka
20 km nordöstlich von Tosno befindet sich im Ortsteil Lesje (Лезье) der Siedlung Sologubowka (Сологубовка) ein deutscher Soldatenfriedhof, die Deutsche Kriegsgräberstätte Sologubowka (Lage: 59,6888° n. Br., 31,1198° ö. L.). Er wurde seit 1996 vom Volksbund Deutsche Kriegsgräberfürsorge angelegt und bis 2010 wurden über 45.000 Gefallene aus verschiedenen russischen Grablageorten dorthin umgebettet. Die Namen der Gefallenen sind auf Granitstelen verzeichnet. Im Endausbau sollen dort über 80.000 Grabstätten angelegt werden und damit die weltweit größte deutsche Kriegsgräberstätte entstehen.

## Persönlichkeiten
- Aino Andrejewna Puronen (* 1936), Radrennfahrerin